# Ridder van de Gulden Spoor
De titel van Ridder van de Gulden Spoor, behorende tot een "Militia Aurata", is een oud instituut binnen de Europese ridderstand. Het gebruik om Ridders van de Gulden Spoor te benoemen is in ieder geval volgens de middeleeuwse literatuur terug te volgen tot de door keizer Constantijn (274-340) gevormde "Militia Aurata" of Gouden Militie die bij de Milvische Brug streed. Paus Sylvester I zou een Orde van de Gulden Spoor hebben ingesteld in zijn pontificaat dat van 314 tot 335 duurde. Dat het instituut zo oud is werd door de middeleeuwers nog grif geloofd; moderne historici plaatsen de eerste ridder van de Gulden Spoor in de bloeitijd van de ridderlijk ideaal in de late middeleeuwen. Zeker is dat paus Gregorius XIII tijdens zijn van 1572 tot 1580 durende regeerperiode een Militia Aurata instelde die aan het Pauselijke Hof was verbonden. Deze militie is de kiem van de latere pauselijke Orde van de Gulden Spoor die ook nu nog bestaat.

## Geschiedenis
Ridders van de Gulden Spoor werden in de middeleeuwen vermeld. Deze geprivilegieerde ridders droegen gouden sporen en met goud versierde wapenuitrustingen. Men vond ze in diverse Europese landen. Het dragen van vergulde sporen was op zich niet uitzonderlijk: veel edellieden hadden hun sporen, bij uitstek een symbool van hun ridderschap en adeldom, laten vergulden zodat het onderscheid niet gemakkelijk kon worden gemaakt tussen een ridder van de Gulden Spoor en een "gewone" ridder. Daarvan is de door de Vlamingen gewonnen Guldensporenslag van 1302 een getuige.
In 1159 heeft keizer Frederik I van het Heilige Roomse Rijk Rosso Portario tot ridder van de Gulden Spoor gemaakt door hem de ridderslag te geven.
Behalve de door de pausen en Roomse keizers aangewezen ridders werden in Hongarije sinds het begin van de 14e eeuw ridders van de Gulden Spoor gecreëerd bij de kroningen van de koning van Hongarije. Het ritueel stamt uit de periode dat het Huis Anjou over Hongarije regeerde maar de oudste 14 te boek gestelde ridderslagen vonden in 1608 plaats toen Matthias II werd gekroond.
De latere keizerin Maria Theresia van Oostenrijk sloeg in 1741 na haar kroning tot koningin van Hongarije 25 edelen en 19 burgers tot ridder.
Omdat gedeeltelijk vergulde harnassen niet meer werden gedragen en de adel op eigen gezag vaak vergulde sporen droeg waren de ridders van de Gulden Spoor niet als zodanig herkenbaar. Een diploma werd evenmin uitgereikt. Men sprak in de wandeling van de "goldritter".
In 1792 verzocht de Hongaarse graaf Cziraky in een petitie om de instelling van een ster die door de "Equies Aureatus" op de borst kon worden gedragen. Leopold II van Oostenrijk ging op de herhaalde verzoeken om een zichtbaar teken van het ridderschap niet in en ook zijn opvolgers stemden niet met een dergelijk versiersel in.
Na de kroning met de Heilige Stefanskroon begaf de nieuwe koning of koningin zich naar de troonzaal van het slot in Ofen waar hij of zij meerdere door het Palatijn voorgedragen mannen met het zogenaamde "Zwaard van de Heilige Stefanus" tot ridder sloeg. In 1867 werd de lijst van 22 kandidaten die door Frans Jozef I zouden worden geridderd voor het eerst onder ministeriële verantwoordelijkheid door de Hongaarse premier Gyula Andrássy voorgedragen. Er werd in 1867 nagedacht over een onderscheidingsteken voor een ridder van de Gulden Spoor maar daarvan kwam niets.

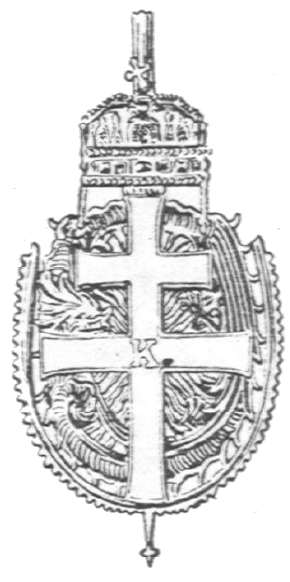
Versiersel

De ridderslag voor een groep ridders van de Gulden Spoor vond op 30 december 1916 voor het laatst plaats bij de kroning van keizer Karel I van Oostenrijk tot Karel IV van Hongarije. De nieuwe apostolisch koning had 51 officieren en vaandrigs van het Oostenrijks-Hongaarse leger laten voordragen voor deze eer. De helft van hen stamde uit de oude Hongaarse adel. Een deel van de voorgedragen ridders had in de op dat moment woedende Eerste Wereldoorlog aan het front gevochten en een aantal was invalide geraakt. De haastige kroning zorgde ervoor dat slechts 47 tijdens de kerstdagen opgeroepen ridderkandidaten op tijd in Ofen arriveerden waar de militairen in hun grijze velduniform werden geridderd.
Ten tijde van de haastig georganiseerde kroning van de laatste Habsburgse heerser op de Hongaarse troon schreef Reinhard Freiherr v. Bibra een verhandeling waarin hij op de hoed gedragen "miniatuur van een gulden spoor met daarboven een Aigrette van veren" het uiterlijk kenmerk van een goudridder noemde. Historische bewijzen zijn er voor zijn bewering niet.
De archieven van de Hongaarse Kroon zijn in de Tweede Wereldoorlog grotendeels verloren gegaan en tijdens de communistische dictatuur werd weinig of geen onderzoek naar een onderwerp als de ridders van de Gulden Spoor gedaan. De resterende bescheiden liggen in archieven in Wenen en in Hongarije.
In 1917 werd er voor het eerst een voorstel tot het instellen van een "ordeteken" aan de keizer en koning voorgelegd. Karel I ging akkoord en het overkoepelende "k. und k. Ministerium des kaiserlichen und königlichen Hauses und des Äußern" ging aan het werk. Omdat Oostenrijk en Hongarije in een dubbelmonarchie verenigd waren moest dit ministerie dat beide de affaires van beide staten waarnam met een voorstel komen. Ook nu bleek de politieke verlamming van de in verval geraakte Donaumonarchie, Oostenrijk en Hongarije konden het over de kostenverdeling, meestal droeg Hongarije 36,4% van de kosten, niet eens worden. Pas in december 1917 kwam men tot het compromis om de kosten ten laste van het Hongaarse kroningsbudget te laten vallen.
Joseph Hoffmann had in de tussentijd aan een ereteken gewerkt en de eerste schets werd in juni 1917 aan de voor dergelijke ontwerpen verantwoordelijke Sectiechef Baron Rhemen voorgelegd. De bureaucraat gelastte dat een krans van olijfbladeren moest worden toegevoegd. In het uiteindelijk goedgekeurde ontwerp werd deze krans weer weggelaten.
Een Herinneringsteken voor de Ridders van de Gulden Spoor (Duits: "Erinnerungszeichen für die Ritter vom Goldenen Sporn" werd op 10 april 1918 officieel ingesteld.